# Midsommarblåvinge
Midsommarblåvinge (Aricia artaxerxes) är en art i insektsordningen fjärilar som tillhör familjen juvelvingar. 

## Beskrivning
Vingspannet är 26 till 31 mm. Vingarnas ovansida är mörkbrun med orange fläckar längs kanten på bakvingarna och ibland även på framvingarna. På framvingarna finns en svart fläck, ibland med vit kant. I Danmark förekommer det ibland att fläcken är helt vit. Undersidan är gråaktigt blekbrun med, oftast små, svarta fläckar och stora, rödaktiga, halvmånformade fläckar längs kanterna. Könen är nästan lika, men hanen har spetsigare framvingar och färgen kan ur viss vinkel ha en blågrön biton. Ofta kan hanen även sakna fläckar på framvingarna, ibland också på bakvingarna.
Midsommarblåvingen liknar den mycket närstående arten rödfläckig blåvinge, som den tidigare har ansetts vara en underart av. Den skiljer sig från denna genom att ha något svagare gulröda fläckar. Särskilt hanen har mindre framträdande fläckar på vingarna, jämfört med hanen av den rödfläckiga blåvingen.

## Utbredning
Utbredningsområdet sträcker sig från Nordafrika och Spanien i söder till Skottland och Skandinavien i norr, samt österut över Turkiet, Sydvästasien och Sibirien till Mongoliet, norra Kina, Korea, Amurfloden och Sachalin.
I Sverige finns den i hela landet utom i Skåne, där den är ersatt av rödfläckig blåvinge. I Finland finns den i hela landet utom de mer låglänta delarna av Lappland.

## Ekologi
Habitatet omfattar blomsterängar, vindskyddad alvarmark, och på sydsidan av branta fjällsluttningar, ofta på kalkgrund.
Flygtiden för den fullbildade fjärilen, imagon, är i Norden från slutet av juni till augusti, ju kortare tid ju längre norrut fjärilen lever. Värdväxterna utgörs av olika vändor.
Äggen läggs glest undertill på blomknoppar. De kläcks efter en vecka; efter 3 till 5 veckor går larverna i ide, för att på våren fortsätta sin larvutveckling i omkring 6 veckor. Larverna lever på solvända och nävor. De är ofta angripna av brokparasitstekeln Hyposoter notatus.